# Dymphna Cusack
Ellen Dymphna Cusack (Új-Dél-Wales, West Wyalong, 1902. szeptember 21. – 1981. október 19.) ausztrál írónő, az Ausztrália Rendje kitüntetés birtokosa (AM).
Cusack tizenkét regényt írt (ebből kettőt társszerzővel), hét színdarabot, három útikönyvet és két gyerekkönyvet. A társszerzős könyvek közül a Pioneers on Parade-et (1939) Miles Franklinnel, a Come In Spinner-t (1951) Florence Jamesszel írta.
Darabjait és regényeit több mint harminc nyelvre lefordították, az 1950-es évektől az 1990-es évekig Európában a kritikusok által is elismert bestsellerszerző volt. Több regényét milliószámra adták el a keleti blokk országaiban – Magyarországon is igen népszerűek voltak. Cusackre, bár Ausztráliában is széles ausztrál olvasótábora volt, baloldalisága miatt a hidegháború éveiben nem fordított kellő figyelmet a hazai konzervatív irodalomkritika.
A baloldali, társadalmi reformer elkötelezettségű Cusack egész életében az igazságtalanság különböző formái ellen küzdött, a nőkkel szembeni diszkriminációt is beleértve. A történelmet a hétköznapi emberek életén keresztülszűrve értelmezte; a népszerű kultúra eszközkészletét: a kis színházat, regényt, rádiójátékot és a napi sajtót egyaránt felhasználva a szórakoztatásra, tájékoztatásra és oktatásra. Sartre szavaival „écrivain engagé”-nek, politikai írónak tartotta magát, aki számára a toll hatalmasabb fegyver, mint a kard.
Életét mindvégig megkeserítő egészségügyi bajai ellenére – melyet a szklerózis multiplex okozott – a hidegháború világbéke-mozgalmának bátor és prominens atomenergia-ellenes aktivistája volt.

## Életrajza
Ellen Dymphna Cusack, becenevén Nell 1902. szeptember 21-én született az új-dél-walesi West Wyalongban, James Cusack boltos és felesége, Bridget Beatrice (született Crowley, 1872) hat életben maradt gyermeke közül harmadikként. Szülei új-dél-walesi születésűek voltak, katolikus ír felmenőkkel. Beteges kisgyerek volt; neveltetését 1905-ben anyja gyermektelen testvére, akit szintén Nellnek hívtak, és férje, Tom Leahy vállalta magára. Coomában, Narranderában és Guyrában éltek. Felismerve szorgalmát és tehetségét, Nellt a Guyrához közeli toowoombai Szent Orsolya Középiskolába járatták bentlakásosként.
1920-ban fölvették tanárképzőre a Sydney-i Egyetemre (Sydney Teachers College). Mentorai közé tartozott George Arnold Wood és Henry Tasman Lovell is. Az egyetemen kötött élethosszig tartó barátságot az író Florence Jamesszel, Marie Beuzeville Bylesszel, az első új-dél-walesi női ügyvéddel és az író Christina Steaddel. Az egyetemi vitaklubban az „orosz kísérletről”, az eugenikáról, a születésszabályozásról, a nők karrierhez való jogáról vitatkoztak.
Bekerült az egyetem színjátszókörébe; első színdarabja, a Safety First – feminista dráma, mely érinti a középosztály képmutatását, az igazságtalanságot, főhőse pedig egy felszabadított, „Új nő” – bejutott a Triad magazin 1927-es versenyén az első tucat közé.
1925-ben végzett bölcsészként kitüntetéssel, tanári diplomáját 1926-ban vehette át (BA, 1925; Dip.Ed., 1926). 1926-27-ben a Neutral Bay-i Girls’ Intermediate High School tanára volt, ezalatt Cooge-ban élt anyjával és három fiatalabb testvérével – ebbe az apja által elhagyott családi fészekbe később is gyakran visszatért, ha úgy hozta a szükség. 1928-ban az Oktatási Minisztérium egy bányavárosba, a Broken Hill-i High Schoolba helyezte át. Első írógépén itt megírta első (ki nem adott) regényét This Nettle, Danger („E veszély csalánja”), egy Joyce-ihlette beavatási rítust, amolyan Ifjúkori önarcképet női változatban. Itt írta Strange Victory c. kiadatlan drámáját a Broken Hill-i bányászok minimálisan jobb munkakörülményekért folytatott harcáról, amit Freehillnek, majdani férjének első találkozásukkor megmutatott. Ezután Cusack visszatért a színházhoz, a Shallow Cups (1933), az Anniversary (1935) és a Red Sky at Morning (első előadás: 1935; kiadva: 1942) c. drámái találkoztak a közönség ízlésével. Goulburnben keveset írt, inkább elmerült a gondtalan, társasági élet élvezetében. Miután hat évet vidéki tanítással töltött Broken Hillben, Goulburnben (1930-31) és Parramattában (1932-35), Cusackot 1935-ben a magas presztízsű Sydney-i Leánygimnáziumba (Sydney Girls’ High School) helyezték át. Második regénye, a Jungfrau (1936) három fiatal nőről és az abortuszról alkotott véleményükről szólt, a Bulletin 1935-ös S. H. Prior emlékdíjra jelöltek közül a második legjobbnak bizonyult. 1936-tól a Dymphna keresztnevét használta, csak családja és közeli barátai maradtak a Nellnél. A harmincas évek közepétől szocialista és a társadalmi igazságosságért küzdő szervezetekben vállalt szerepet.
1938-ban az Ausztrál Írószövetség ügyvezetője lett (1968-69 között elnöke). Vitatott rádiós dokumentumműsorai megkérdőjelezték a begyökerezett társadalmi hagyományokat. 1939-ben jelent meg a Pioneers on Parade az Angus & Robertsonnál, Miles Franklinnel való első közös munkájaként; ez egy Ausztrália 150 éves gyarmati múltján tiszteletlenkedő gúnyirat volt. Az Oktatási Minisztérium nem szenvedhette, hogy Cusack túl sok „szent tehénnek” ment neki egyszerre; ráadásul egy két évvel azelőtti esése miatt dolgozói kártérítési ügye volt a hivatallal szemben. 1939 decemberében áthelyezték a Bathurst High Schoolba, amit Parkes-ba, majd Newcastle-be való kinevezése követett. Száműzetése során jelent meg díjnyertes színműve, a Morning Sacrifice (1943), ahol a történések színhelye egy lánygimnázium csak női tanerőkkel benépesített tanári szobája. Az ugyanabban az évben megjelent másik színműve, a Comets Soon Pass (1943), mely művészi megtorlás az őt megcsaló, 1941 júniusában elhagyó szeretőjével, a regényíró Xavier Herberttel szemben – egyben megfizet vele a spárgakirálynak csúfolt Gordon Edgellnek, aki megpróbálta őt nyilvánosan kiátkozni a munkanélküli fiatalok érdekében kifejtett aktivizmusáért. Miles Franklinnel közösen írt még egy szatirikus művet, a Call Up Your Ghosts (1945) c. darabot.
1944-ben Cusack korábban is törékeny egészségi állapota leromlott, az Oktatási Minisztérium nyugdíjazta. Hogy a szűkösebb pénzből meg tudjon élni, 1945 és 1947 között írótárs-barátjával, Florence Jamesszel és családjával közösen bérelték ki a 'Pinegrove' házat a Blue Mountains-beli Hazelbrook városkában.
Ebben az időszakban írták meg közösen a Four Winds and a Family gyerekkönyvet (1946) és egy bestsellert, a Come In Spinner c. klasszikus háborús regényt, amivel elnyerték a Sydney Daily Telegraph 1946-os pályázatának 1000 fontos díját is. A Come In Spinner szatirikus leírást ad a háborús Sydney szinte karneváli forgatagáról, a társadalom legalacsonyabb rétegétől a legmagasabbig. A regény olyannyira érzékletesen ábrázolja a város egyes helyszíneire jellemző szervezett bűnözést, gazdagon karikírozza a háborús korrupció haszonélvezőit, hogy – becsületsértési perektől tartva – a Daily Telegraph vonakodott publikálni azt. A szerzők Marie Byles ügyvéd közreműködésével visszaszerezték a kézirat jogait, majd Londonban sikerült kiadatniuk. Hatalmas sikere volt.
1948 vége felé Cusack megszilárdította hosszú távú, bár időnként szünetelő kapcsolatát Norman Randolph Freehill-lel (1892-1984), aki az Ausztrál Kommunista Párt egyik alapító tagja, újságjának, a Tribune-nek egyik vezetője volt. A hidegháború elmérgesedésével Ausztráliában a politikai helyzet kedvezőtlenebbé vált a kommunisták számára. 1949-ben Cusack Európába hajózott, Freehill később követte. Az 1950-es évektől az 1970-es évekig sok időt töltöttek Európában. Mikor egészségi állapota lehetővé tette, a Londonba magával vitt kéziratokon dolgozott, köztük a Say No to Death-en (1951; magyarul Ketten a halál ellen, Európa Könyvkiadó, 1962), melynek főhőse egy gümőkórsal küzdő fiatal nő; a Newcastle-ben játszódó Southern Steel-en (1953) és a Caddie-n (1953), egy pincérnő önéletrajzán, amit Cusack szerkesztett és előszót írt hozzá. A Karib-térségbeli utazása során és Londonban tapasztalt rasszizmus ihlette The Sun in Exile (1955) c. regényét. Freehill tárgyalt helyette a kiadóval könyveinek megjelentetésével és nyilvános fellépéseivel kapcsolatban. 1951 és 1956 között minden télen Dél-Franciaországba utaztak, mert London hideg tele súlyosbította Cusack betegségét. 1954-ben, több hónapnyi csaknem teljes lebénulása után mondta tollba az atomfegyverek ellen tiltakozó színművét, a Pacific Paradise-t (1955). Ez meghozta számára az ismertséget Ázsiában, Kelet-Európában és a csendes-óceáni térségben egyaránt, aminek következményeként meghívták őket Pekingbe. Másfél évet töltöttek itt, ezalatt Cusack adatgyűjtést végzett társadalmi témájú dokumentumportré-gyűjteményéhez, ami Chinese Women Speak címen jelent meg 1958-ban.
1958-1959 telén, útban Pekingből Londonba Cusack szemtanúja volt egykori náci SS-tisztek találkozásának, és a németországi újnáci kultusz kezdeteinek. Ez vezette a Heatwave in Berlin (1961) megírásához, amit szintén széles körben lefordítottak és terjesztettek (magyarul megjelent: Hőhullám Berlinben, Kossuth Könyvkiadó, 1965). 1959-től munkáinak állandó olvasótábora akadt: kelet-európai országokban kiadott könyvei után nem konvertibilis jogdíjat húzott. Ennek következménye egyfajta nomád életstílus lett, aminek során Freehill-lel a jogdíjból éltek, kulturális tapasztalataikból pedig könyvet írtak, többek között a Holidays among the Russians-t (1964) és az Illyria Reborn-t (1966).
1962. június 21-én, a crowboroughi (Anglia, East Sussex) házasságkötő teremben végül hozzáment Norman Freehillhez, aki ekkorra hetvenéves özvegyember volt. Gyermekük nem született. Picnic Races (1962) c. kisvárosi vígjátékának kiadására hazatértek Ausztráliába. Cusack összebarátkozott az ausztrál őslakosok jogaiért harcoló mozgalom két tagjával, Faith és Hans Bandlerrel, majd megírta a Black Lightning-ot (1964; magyarul megjelent: Fekete villám, Kossuth Könyvkiadó, 1967), amiben a szabad függő beszéddel és a több elbeszélői nézőpont használatával kísérletezett.
A Szovjetunióban színre vitték a Heatwave in Berlin-t és a televízióban is sugározták 1965-ben, a fasizmus feletti győzelem huszadik évfordulójára rendezett ünnepségek keretében, melyre Freehill és Cusack is hivatalos volt. A következő néhány év során Cusack anyagot gyűjtött és megírta a témájában a Heatwave in Berlin-hez kötődő The Sun Is Not Enough (1967) c. regényét. 1967-ben tért vissza Ausztráliába, a bennszülöttek állampolgári jogait garantáló népszavazás évében. Az 1969-ben megjelent The Half-Burnt Tree (1969; magyarul megjelent: A megperzselt fa, Kossuth Könyvkiadó, 1970) a gyökeres kiirtás, az elhibázott, paternalista állami gondoskodás, a vietnámi háború és az egyén érzelmi elszigetelődésének kérdéseivel foglalkozott.
Egyik nővérének az alkoholizmussal való küzdelme indította az A Bough in Hell (1971) megírására. 1973-ban az Ausztrál Művészeti Tanács irodalmi nyugdíjat ítél meg Cusacknek. Egy a Nők Nemzetközi Évéhez (1975) kapcsolódó alapítvány indítja el a Caddie (1976) megfilmesítését. Freehill önéletrajzi útinaplót vetett papírra Dymphna Cusack (1975) címmel, az utazásaik évei alatt magnóra vett párbeszédek alapján. Egyre törékenyebben, Cusackék folytatták útjaikat és az írást; meglátogatták a Fidzsi-szigeteket és az új-kaledóniai Nouméát (1976), Hongkongot (1977), Délkelet-Ázsiát (1979) és végül Dél-Amerikát (1980) – kedvelt úti járművükkel, azaz teherhajón.
1978-ban orvosilag igazolták, hogy a Cusack egész életét megkeserítő „dog’s disease” („kutyabaj” – ausztrál szleng az influenzára) valójában sclerosis multiplex; 1980 decemberére egész teste lebénult.
Korábban köztársaságpártisága miatt visszautasította jelölését A Brit Birodalom Rendje tiszti fokozatára (OBE), 1981-ben azonban elfogadta az Ausztrália Rendje kitüntetést (AM).
Manlyben, Sydney elővárosában halt meg 1981. október 19-én, testét elhamvasztották. Férje, Freehill 1984-ben követte.

### Társadalmi szerepvállalása
Cusack az Ausztrál Írószövetség korai tagjai közé tartozott, az ausztrál irodalomhoz tett hozzájárulásaiért 1981-ben megkapta az Ausztrália Rendje kitüntetést (AM).
A harmincas évek közepétől szocialista és a társadalmi igazságosságért küzdő szervezetekben vállalt szerepet.
Cusack Ausztráliában és az 1940-es–1970-es évek közötti hosszú európai útjai során is a demokratikus, progresszív hagyományok előmozdítására törekedett. Európában keresettek voltak kulturális témájú jegyzetei, Ausztráliában is gyakran hívták különböző rendezvényekre előadónak. A közéletben való részvételben osztozott mentorával, Miles Franklinnel és más híres ausztrál írókkal.
Haláláig az Ausztrál Kommunista Párt tagja volt.

### Peter Hruby vádjai
Az emigráns cseh Peter Hruby (Petr Hrubý) akadémikus és író Cusackék életének más aspektusára hívja fel a figyelmet. Állítása szerint prágai, korábban titkosított archívumok alapján Cusack közeli kapcsolatban volt több kommunista ország elnyomó rezsimjével. Férjével, Norman Freehill-lel együtt Albánia és az NDK vezetésének vendégszeretetét élvezve 4-4 hónapot töltöttek mindkét országban. Hruby szerint a pár két évet élt a Kínai Népköztársaságban, valamint meg nem határozott időt töltött a Magyar Népköztársaságban, Lengyelországban és a Szovjetunióban. Hruby állítása szerint Norman Freehill felajánlotta szolgálatait a cseh titkosrendőrségnek; Petr Pujmannak elmondta, hogy jelentene cseh írókról, akik – ausztrálként – vélhetőleg megbíznának benne.

## Művei
- Caddie, the Story of a Barmaid, 1953. [szerkesztette és az előszót írta, Catherine „Caddie” Edmonds önéletrajzához]

### Regények
- Jungfrau (1936)
- Pioneers on Parade (1939, Miles Franklinnel közösen)
- Come In Spinner (1951, Florence Jamesszel közösen)
- Say No to Death (1951; magyarul megjelent: Ketten a halál ellen, Európa Könyvkiadó, 1962)
- Southern Steel (1953)
- The Sun in Exile (1955)
- Heat Wave in Berlin (1961; magyarul megjelent: Hőhullám Berlinben, Kossuth Könyvkiadó, 1965)
- Picnic Races (1962)
- Black Lightning (1964; magyarul megjelent: Fekete villám, Kossuth Könyvkiadó, 1967; Hőhullám Berlinben/Fekete villám egy kötetben, Kossuth Könyvkiadó, 1969)
- The Sun is Not Enough (1967)
- The Half-Burnt Tree (1969; magyarul megjelent: A megperzselt fa, Kossuth Könyvkiadó, 1970; Fekete villám/A megperzselt fa egy kötetben, Kossuth Könyvkiadó, 1986)
- A Bough in Hell (1971)

### Színművek
- Shallow Cups (1934)
- Anniversary (1935)
- Red Sky at Morning (1942)
- Morning Sacrifice (1943)
- The Golden Girls (1955)
- Pacific Paradise (1963)

Továbbá:
- Call Up Your Ghosts (1948)
- Comets Soon Pass (1950)
- Shoulder The Sky (1950)

### Gyerekkönyvek
- Kanga-Bee and Kanga-bo (1945)
- Four Winds and a Family (1946, Florence Jamesszel közösen)

### Útikönyvek
- Chinese Women Speak (1958)
- Holidays Among the Russians (1964)
- Illyria Reborn (1966)

### Rádiójátékok
- His Honour Comes to Tea (1933)
- The Banner (1937)

### Műveiből készült feldolgozások
Red Sky at Morning („Piros az ég hajnalban”) drámáját 1944-ben megfilmesítették, Peter Finch szereplésével. A Caddie, the Story of a Barmaid c. önéletrajzot, melyet Cusack szerkesztett, előszavát írta és segédkezett elkészítésében 1976-ban vitték filmre Caddie címmel, Helen Morse és Jack Thompson szerepelt benne. Come In Spinner c. regényéből az ABC 1989-ben televíziós sorozatot forgatott.

## Emlékezete
Életrajzok:
- Dymphna (1975, írta férje, Norman Freehill)
- A Window in the Dark (1991, a bevezetőt írta és szerkesztette Debra Adelaide)
- Yarn Spinners. A Story in Letters: Dymphna Cusack, Florence James, Miles Franklin (2001, szerkesztette Marilla North)

1998-ban a genovai International Federation of University Women (IFUW) elfogadott egy doktori tézist Dymphna Cusack szerepével kapcsolatban a háború utáni európai kultúrában és politikában. Az IFUW a Dr. Tania Peitzker által Cusack kapcsán végzett irodalmi-kulturális elemzés alapján létrehozta a „The Australia Award”-ot (Ausztrália Díj), melynek finanszírozója a Potsdami Egyetem.

## Magyarul
- Hőhullám Berlinben. Regény; ford. Vámosi Pál; Kossuth, Bp., 1962
- Ketten a halál ellen. Regény; ford., utószó Vásárhelyi Miklós; Európa, Bp., 1962
- Fekete villám. Regény; ford. Mész Lászlóné; Tatran, Bratislava, 1967
- A megperzselt fa. Regény; ford. Kardoss Tilda; Kossuth, Bp., 1970

## Ajánlott irodalom
- Dymphna Cusack bibliography
- Spender, Dale (1988) Writing a New World: Two Centuries of Australian Women Writers, London: Pandora
- Peitzker, Tania: Dymphna Cusack (1902–1981): a Feminist Analysis of Gender in her Romantic Realistic Texts. Uni Potsdam, 2000 [2011. május 22-i dátummal az eredetiből archiválva]. (Hozzáférés: 2008. június 27.)

## Fordítás
- Ez a szócikk részben vagy egészben a Dymphna Cusack című angol Wikipédia-szócikk ezen változatának fordításán alapul.  Az eredeti cikk szerkesztőit annak laptörténete sorolja fel. Ez a jelzés csupán a megfogalmazás eredetét és a szerzői jogokat jelzi, nem szolgál a cikkben szereplő információk forrásmegjelöléseként.